# Lambert Adriaan van Tetterode
Lambert Adriaan van Tetterode   (Amsterdam, 25 de juny de 1858 - 6 de març de 1931) fou un músic i compositor holandès en el camp de les obres de piano, cant i coral.

## Formació
Van Tetterode va estudiar música a la seva ciutat natal d'Amsterdam. Les seves lliçons van incloure Leonard J. van Loenen (piano) i Gustaaf Adolf Heinze (harmonies).

## Trajectòria
Van Tetterode va treballar en una oficina comercial a Amsterdam fins que va decidir el 1883 dedicar-se completament a la música. Van Tetterode es va concentrar principalment en la composició de cançons, però també va escriure obres per a cor i piano. També va editar cançons populars antigues holandeses, que van aparèixer a "Coers Liederboek", entre d'altres.
Entre les nombroses cançons i obres de piano destaquen les obres més famoses Pastorale, Melancolía y esperanza, El niño de Amsterdam i El nido de Bird. Un gran nombre de cançons van aparèixer a la col·lecció Can you still sing, sing along (1906), composta per Jan Veldkamp i Klaas de Boer. El 5 de juny de 1911, l'Orquestra Reial del Concertgebouw va tocar la seva Suite per a orquestra de corda.

## Reconeixements
Pel seu treball, Van Tetterode ha estat guardonat en diverses ocasions per l'holandès "Toonkunstenaars Vereniging", del qual també va ser president durant 25 anys. El 1928 va ser homenatjat amb motiu del seu 70è aniversari amb un concert a l'edifici del Municipi Lliure d'Amsterdam. Es va compilar un programa que es va compondre exclusivament amb l'obra de Van Tetterode, sota la direcció del pianista Anton Tierie i amb la soprano Jo Vincent.
En el funeral de Van Tetterode el dimarts 10 de març de 1931 al Nieuwe Oosterbegraemetery d'Amsterdam, hi eren presents representants de la "Royal Dutch Show Artists Association", de la "Royal Association of the Dutch Song" (PJ Meertens) i de l'associació Buma i de diversos músics.